# Mikael Snällfot
Mikael Snällfot, född 23 maj 1980, är en svensk före detta friidrottare (spjutkastning), tävlande för Nedre Soppero IK. Han vann två SM-guld i spjutkastning mellan 2000 och 2004. 
Vid U23-EM i Amsterdam, Nederländerna år 2001 blev han utslagen i spjutkvalet med 68,38.
Efter en serie skadeproblem lade han 2008 ner sin spjutkastarkarriär.

## Resultatutveckling  2000 – 2004[5]
- 2000	75,10
- 2001	75,38
- 2002	70,25
- 2003	75,67
- 2004	76,12

## Personliga rekord
| Utomhus - Kula – 12,94 (Pudasjärvi, Finland 13 juli 2003) - Spjut – 76,17 (Gävle 11 maj 2003) - Spjut – 76,12 (Karlstad 7 augusti 2004) | Inomhus - Kula – 13,51 (Luleå, Sverige 10 januari 1999) |